# 第70回全日本大学バスケットボール選手権記念大会
第70回全日本大学バスケットボール選手権記念大会（だい70かい ぜんにほんだいがくバスケットボールせんしゅけんきねんたいかい）は、2018年12月10日から16日まで7日間にわたって大田区総合体育館などで行われた全日本大学バスケットボール選手権大会。

## 日程
- 12月10日 - 男女1回戦
- 12月11日 - 男女1回戦
- 12月12日 - 男子1回戦・男女2回戦
- 12月13日 - 男子2回戦・女子準々決勝
- 12月14日 - 男子準々決勝・女子準決勝・女子5〜8位決定戦
- 12月15日 - 男子5〜8位決定戦・男子準決勝・女子順位決定戦・女子決勝
- 12月16日 - 男子順位決定戦・男子決勝・閉会式

## 会場
- 大田区総合体育館
- 駒沢オリンピック公園総合運動場屋内球技場

## 出場校

### 男子
北海道・東北
- 北海道1位 北海道教育大学岩見沢校（2年連続8回目）
- 北海道2位 東海大学札幌（4年連続6回目）
- 東北1位 仙台大学（2年ぶり15回目）
- 東北2位 東北学院大学（3年連続51回目）

関東
- 関東1位 東海大学（19年連続26回目）
- 関東2位 大東文化大学（3年連続26回目）
- 関東3位 専修大学（34年連続53回目）
- 関東4位 筑波大学（70年連続70回目）
- 関東5位 青山学院大学（36年連続42回目）
- 関東6位 白鷗大学（8年連続10回目）
- 関東7位 日本大学（4年連続65回目）
- 関東8位 早稲田大学（4年連続62回目）
- 関東9位 神奈川大学（2年連続4回目）
- 関東10位 明治大学（25年連続65回目）
- 関東11位 日本体育大学（3年ぶり57回目）
- 関東12位 法政大学（3年ぶり53回目）

北信越・東海
- 北信越1位 富山大学（3年連続9回目）
- 北信越2位 新潟医療福祉大学（3年ぶり5回目）
- 東海1位 名古屋学院大学（4年連続7回目）
- 東海2位 中京大学（2年連続53回目）
- 東海3位 常葉大学（5年ぶり14回目）

近畿
- 関西1位 近畿大学（2年連続52回目）
- 関西2位 京都産業大学（4年連続45回目）
- 関西3位 関西学院大学（3年連続38回目）
- 関西4位 同志社大学（4年ぶり57回目）
- 関西5位 大阪学院大学（7年連続9回目）

中国・四国
- 中国1位 徳山大学（4年連続13回目）
- 中国2位 環太平洋大学（初出場）
- 四国1位 松山大学（2年連続27回目）

九州
- 九州1位 九州産業大学（2年連続39回目）
- 九州2位 福岡大学（11年ぶり47回目）
- 九州3位 九州共立大学（4年ぶり2回目）

### 女子
北海道・東北
- 北海道1位 北翔大学（5年連続38回目）
- 北海道2位 札幌学院大学（初出場）
- 東北1位 東北学院大学（4年連続32回目）
- 東北2位 仙台大学（2年連続16回目）

関東
- 関東1位 早稲田大学（28年連続30回目）
- 関東2位 白鷗大学（23年連続23回目）
- 関東3位 東京医療保健大学（7年連続7回目）
- 関東4位 拓殖大学（14年連続18回目）
- 関東5位 専修大学（35年連続35回目）
- 関東6位 筑波大学（64年連続64回目）
- 関東7位 松蔭大学（3年連続16回目）
- 関東8位 桐蔭横浜大学（初出場）
- 関東9位 日本体育大学（8年連続63回目）
- 関東10位 順天堂大学（2年ぶり12回目）
- 関東11位 日本女子体育大学（2年連続59回目）
- 関東12位 山梨学院大学（2年連続5回目）

北信越
- 北信越1位 北陸大学（2年連続2回目）
- 北信越2位 新潟経営大学（3年連続7回目）

東海
- 東海1位 愛知学泉大学（38年連続61回目）
- 東海2位 名古屋経済大学（23年ぶり29回目）
- 東海3位 桜花学園大学（22年連続24回目）

近畿
- 関西1位 大阪体育大学（49年連続49回目）
- 関西2位 大阪人間科学大学（42年連続42回目）
- 関西3位 武庫川女子大学（34年連続53回目）
- 関西4位 奈良学園大学（2年ぶり6回目）
- 関西5位 立命館大学（7年連続23回目）

中国・四国
- 中国1位 広島大学（3年連続38回目）
- 中国2位 倉敷芸術科学大学（2年連続5回目）
- 四国1位 松山大学（20年ぶり10回目）

九州
- 九州1位 日本経済大学（3年連続3回目）
- 九州2位 鹿屋体育大学（26年連続31回目）
- 九州3位 福岡教育大学（3年ぶり32回目）

## 試合結果
- O…大田区総合体育館
- K…駒沢オリンピック公園総合運動場屋内球技場（A・B）

### 男子
1回戦
| 日時      | O                                 |
| --------- | --------------------------------- |
| 10日10:00 | 大阪学院大 101 - 65 富山大        |
| 10日11:40 | 早稲田大 81 - 76 京都産業大（OT） |
| 10日13:20 | 中京大 73 - 80 九州産業大         |
| 10日15:00 | 専修大 71 - 33 同志社大           |
| 10日16:40 | 関西学院大 67 - 79 大東文化大     |
| 10日18:20 | 東海大 102 - 46 新潟医療福祉大    |
| 11日10:00 | 法政大 69 - 49 北海道教育大岩見沢 |
| 11日11:40 | 東海大札幌 54 - 92 神奈川大       |
| 11日13:20 | 日本体育大 119 - 62 環太平洋大    |
| 11日15:00 | 常葉大 59 - 88 白鷗大             |
| 11日16:40 | 青山学院大 126 - 50 松山大        |
| 11日18:20 | 福岡大 65 - 76 筑波大             |
| 12日10:00 | 明治大 111 - 50 東北学院大        |
| 12日11:40 | 徳山大 52 - 83 近畿大             |
| 12日13:20 | 仙台大 61 - 98 名古屋学院大       |
| 12日15:00 | 日本大 90 - 51 九州共立大         |

2回戦
| 日時      | O                           |
| --------- | --------------------------- |
| 12日16:40 | 早稲田大 58 - 56 大東文化大 |
| 12日18:20 | 東海大 89 - 76 九州産業大   |
| 13日10:00 | 明治大 77 - 60 名古屋学院大 |
| 13日11:40 | 日本大 69 - 55 近畿大       |
| 13日13:20 | 法政大 78 - 91 白鷗大       |
| 13日15:00 | 青山学院大 70 - 67 神奈川大 |
| 13日16:40 | 日本体育大 81 - 83 筑波大   |
| 13日18:20 | 専修大 88 - 61 大阪学院大   |

準々決勝
| 日時      | O                         |
| --------- | ------------------------- |
| 14日13:20 | 日本大 83 - 68 早稲田大   |
| 14日15:00 | 専修大 63 - 59 白鷗大     |
| 14日16:40 | 東海大 84 - 51 明治大     |
| 14日18:20 | 青山学院大 62 - 71 筑波大 |

5〜8位決定戦
| 日時      | K                         |
| --------- | ------------------------- |
| 15日13:20 | 白鷗大 64 - 74 早稲田大   |
| 15日15:00 | 明治大 52 - 70 青山学院大 |

準決勝
| 日時      | O                     |
| --------- | --------------------- |
| 15日11:40 | 専修大 86 - 80 日本大 |
| 15日13:20 | 東海大 75 - 59 筑波大 |

7位決定戦
| 日時      | K                     |
| --------- | --------------------- |
| 16日10:00 | 明治大 50 - 71 白鷗大 |

5位決定戦
| 日時      | K                           |
| --------- | --------------------------- |
| 16日11:40 | 青山学院大 75 - 59 早稲田大 |

3位決定戦
| 日時      | O                     |
| --------- | --------------------- |
| 16日11:50 | 筑波大 63 - 76 日本大 |

決勝
| 日時      | O                     |
| --------- | --------------------- |
| 16日14:00 | 東海大 88 - 70 専修大 |

### 女子
1回戦
| 日時      | KA                             | KB                                    |
| --------- | ------------------------------ | ------------------------------------- |
| 10日11:40 | 奈良学園大 68 - 75 日本経済大  | 大阪人間科学大 78 - 83 日本女子体育大 |
| 10日13:20 | 東京医療保健大 146 - 55 広島大 | 松山大 73 - 126 名古屋経済大          |
| 10日15:00 | 立命館大 62 - 93 白鷗大        | 武庫川女子大 85 - 72 桜花学園大       |
| 10日16:40 | 早稲田大 100 - 65 仙台大       | 北陸大 61 - 75 筑波大                 |
| 11日11:40 | 愛知学泉大 109 - 54 福岡教育大 | 山梨学院大 75 - 66 鹿屋体育大         |
| 11日13:20 | 新潟経営大 53 - 104 拓殖大     | 東北学院大 63 - 85 日本体育大         |
| 11日15:00 | 専修大 93 - 63 倉敷芸術科学大  | 札幌学院大 70 - 87 松蔭大             |
| 11日16:40 | 順天堂大 64 - 65 大阪体育大    | 桐蔭横浜大 69 - 66 北翔大             |

2回戦
| 日時      | KA                                   | KB                            |
| --------- | ------------------------------------ | ----------------------------- |
| 12日11:40 | 日本女子体育大 60 - 81 日本経済大    | 愛知学泉大 91 - 66 山梨学院大 |
| 12日13:20 | 東京医療保健大 106 - 51 名古屋経済大 | 日本体育大 76 - 104 拓殖大    |
| 12日15:00 | 武庫川女子大 74 - 80 白鷗大          | 専修大 72 - 63 松蔭大         |
| 12日16:40 | 早稲田大 71 - 75 筑波大（OT）        | 桐蔭横浜大 76 - 64 大阪体育大 |

準々決勝
| 日時      | K                             |
| --------- | ----------------------------- |
| 13日11:40 | 専修大 65 - 73 白鷗大         |
| 13日13:20 | 東京医療保健大 85 - 79 拓殖大 |
| 13日15:00 | 筑波大 73 - 57 桐蔭横浜大     |
| 13日16:40 | 愛知学泉大 81 - 56 日本経済大 |

5〜8位決定戦
| 日時      | K                              |
| --------- | ------------------------------ |
| 14日11:40 | 拓殖大 61 - 69 専修大          |
| 14日13:40 | 桐蔭横浜大 63 - 106 日本経済大 |

準決勝
| 日時      | O                             |
| --------- | ----------------------------- |
| 14日10:00 | 東京医療保健大 80 - 77 白鷗大 |
| 14日11:40 | 筑波大 62 - 79 愛知学泉大     |

7位決定戦
| 日時      | K                         |
| --------- | ------------------------- |
| 15日10:00 | 桐蔭横浜大 65 - 97 拓殖大 |

5位決定戦
| 日時      | K                         |
| --------- | ------------------------- |
| 15日11:40 | 日本経済大 71 - 79 専修大 |

3位決定戦
| 日時      | O                     |
| --------- | --------------------- |
| 15日10:00 | 筑波大 58 - 61 白鷗大 |

決勝
| 日時      | O                                 |
| --------- | --------------------------------- |
| 15日15:30 | 愛知学泉大 76 - 85 東京医療保健大 |

## 順位
| 順位   | 男子         | 男子         | 女子             | 女子         |
| 順位   | 大学名       | 備考         | 大学名           | 備考         |
| ------ | ------------ | ------------ | ---------------- | ------------ |
| 優勝   | 東海大学     | 5年ぶり5回目 | 東京医療保健大学 | 2年連続2回目 |
| 準優勝 | 専修大学     |              | 愛知学泉大学     |              |
| 3位    | 日本大学     |              | 白鷗大学         |              |
| 4位    | 筑波大学     |              | 筑波大学         |              |
| 5位    | 青山学院大学 |              | 専修大学         |              |
| 6位    | 早稲田大学   |              | 日本経済大学     |              |
| 7位    | 白鷗大学     |              | 拓殖大学         |              |
| 8位    | 明治大学     |              | 桐蔭横浜大学     |              |

## 表彰
| タイトル     | 男子             | 男子             | 男子                        | 女子                        | 女子                   | 女子                        |
| タイトル     | 選手名           | 所属             | 備考                        | 選手名                      | 所属                   | 備考                        |
| ------------ | ---------------- | ---------------- | --------------------------- | --------------------------- | ---------------------- | --------------------------- |
| 得点王       | 杉本天昇         | 日本大№10、2年   | 85点                        | シラ・ ソハナ・ファトージャ | 白鷗大№20、3年         | 101点                       |
| 3P王         | 盛實海翔         | 専修大№34、3年   | 13本                        | 上田祐季                    | 白鷗大№9、4年          | 15本                        |
| リバウンド王 | シェイク・ケイタ | 日本大№0、2年    | OFF20REB DEF59REB 合計79REB | シラ・ ソハナ・ファトージャ | 白鷗大№20、2年         | OFF23REB DEF58REB 合計81REB |
| アシスト王   | 盛實海翔         | 専修大№34、3年   | 24本                        | 平野実月                    | 愛知学泉大№1、2年      | 17本                        |
| 優秀選手     | 西田優大         | 東海大№19、2年   |                             | 若原愛美                    | 東京医療保健大№1、4年  |                             |
| 優秀選手     | 八村阿蓮         | 東海大№86、1年   |                             | 平末明日香                  | 東京医療保健大№13、3年 |                             |
| 優秀選手     | 西野曜           | 専修大№12、2年   |                             | 髙橋華菜                    | 愛知学泉大№15、3年     |                             |
| 優秀選手     | 杉本天昇         | 日本大№10、2年   |                             | 上田祐季                    | 白鷗大№9、4年          |                             |
| 優秀選手     | 牧隼利           | 筑波大№88、3年   |                             | 高辻真子                    | 筑波大№16、4年         |                             |
| MIP          | 長谷川暢         | 早稲田大№13、4年 |                             | 上田祐季                    | 白鷗大№9、4年          |                             |
| 敢闘賞       | 盛實海翔         | 専修大№34、3年   |                             | アイメレク・モニィーク      | 愛知学泉大№5、4年      |                             |
| MVP          | 平岩玄           | 東海大№25、3年   |                             | 永田萌絵                    | 東京医療保健大№32、3年 |                             |